# Bis(2-ethylhexyl)terephthalat
Bis(2-ethylhexyl)terephthalat ist eine chemische Verbindung aus der Gruppe der Carbonsäureester der Terephthalsäure.
In der Regel handelt es sich um eine Mischung der drei möglichen stereoisomeren Formen:
- (R,R)-Form,
- (S,S)-Form sowie der dazu diastereomeren
- meso-Form.

## Gewinnung und Darstellung
Bis(2-ethylhexyl)terephthalat (DEHTP) kann durch Umesterung von Dimethylterephthalat mit 2-Ethylhexanol gewonnen werden.
Als Katalysatoren finden basische Verbindungen wie Titanisopropoxid, Kaliumcarbonat und weitere Verwendung. Im Jahr 2002 wurden weltweit mehr als 25.000 t produziert.

## Eigenschaften
Bis(2-ethylhexyl)terephthalat ist eine brennbare, schwer entzündbare, farblose Flüssigkeit, die praktisch unlöslich in Wasser ist.

## Verwendung
Bis(2-ethylhexyl)terephthalat wird als Weichmacher in Kunststoffen verwendet. Insbesondere als Ersatzstoff für Bis(2-ethylhexyl)phthalat und Diisononylphthalat, zum Beispiel für PVC im Lebensmittelbereich, Celluloseacetatbutyrat, Cellulosenitrat, Polymethylmethacrylat, Polystyrol, Polyvinylbutyral.

## Exposition in der Bevölkerung
In der US-amerikanischen NHANES-Studie (National Health and Nutrition Examination Survey), durchgeführt von 2015 bis 2016, konnten die Metaboliten von DEHTP durch Einsatz der Kopplung der HPLC mit der Massenspektrometrie in 2970 Urinproben nach adäquater Probenvorbereitung sicher nachgewiesen werden. Eine deutlich höhere Exposition konnte in den Proben der weiblichen Studienteilnehmer gemessen werden.